# سطح رویی

کره‌ای به شعاع r دارای مساحت است.

سطح رویی (به انگلیسی: Surface area) (نماد A) در یک جسم جامد، اندازه‌گیری کل مساحتی است که سطح روی یک جسم را اشغال می‌کند. تعریف ریاضی سطح رویی در حضور سطوح منحنی به‌طور قابل توجهی بیشتر از تعریف طول قوس منحنی‌های یک‌بعدی، یا مساحت سطح برای چندوجهی (یعنی اجسام با وجوه چندضلعی مسطح) که مساحت سطح ریی برای آنها وجود دارد، درگیر است. مجموع مساحت‌های وجه‌های آن است. سطوح صاف، مانند یک کره، با استفاده از نمایش آنها به عنوان سطوح پارامتری، مساحت سطح رویی را اختصاص می‌دهند. این تعریف از مساحت سطح بر اساس روش‌های حساب بی‌نهایت کوچک است و مشتقات جزئی و انتگرال دوگانه را شامل می‌شود.

مخروط، کره و استوانه به شعاع r و ارتفاع h.

سطح رویی ذرات با اندازه‌های مختلف.